# Arsenur d'alumini de gal·li
L'arsenur d' alumini de gal·li (amb fórmula quimica AlxGa1−xAs) és un material semiconductor amb gairebé la mateixa constant de gelosia que el GaAs, però amb un interval de banda més gran. La x de la fórmula anterior és un nombre entre 0 i 1; això indica un aliatge arbitrari entre GaAs i AlAs.
La fórmula química AlGaAs s'ha de considerar una forma abreujada de l'anterior, en lloc de qualsevol relació particular.
El bandgap varia entre 1,42 eV (GaAs) i 2,16 eV (AlAs). Per a x < 0,4, el bandgap és directe.
L'índex de refracció està relacionat amb el bandgap mitjançant les relacions de Kramers-Kronig i varia entre 2,9 (x = 1) i 3,5 (x = 0). Això permet la construcció de miralls de Bragg utilitzats en VCSEL, RCLED i recobriments cristal·lins transferits per substrat.
L'arsenur de gal·li d'alumini s'utilitza com a material de barrera en dispositius d'heteroestructura basats en GaAs. La capa d'AlGaAs confina els electrons a una regió d'arsenur de gal·li. Un exemple d'aquest dispositiu és un fotodetector d'infrarojos de pou quàntic (QWIP).
S'utilitza habitualment en l'emissió de vermell i infraroig proper a base de GaAs (700–1100 nm) díodes làser de doble heteroestructura.